# Campeonato Mundial de Natação em Piscina Curta de 2018 - 100 m peito feminino
A prova dos 100 metros nado peito feminino do Campeonato Mundial de Natação em Piscina Curta de 2018 foi disputado entre os dias 14 e 15 de dezembro de 2018, no Hangzhou Sports Park Stadium, em Hangzhou, na China. 

## Recordes
Antes desta competição, os recordes mundiais e do campeonato nesta prova eram os seguintes:
|                       | Nome           | Nacionalidade | Tempo   | Local  | Data                  |
| --------------------- | -------------- | ------------- | ------- | ------ | --------------------- |
| Recorde mundial       | Rūta Meilutytė | Lituânia      | 1:02.36 | Moscou | 12 de outubro de 2013 |
| Recorde do campeonato | Alia Atkinson  | Jamaica       | 1:02.36 | Doha   | 6 de dezembro de 2014 |

## Medalhistas
| Ouro                | Prata             | Bronze               |
| Alia Atkinson (JAM) | Katie Meili (USA) | Jessica Hansen (AUS) |

## Resultados

### Eliminatórias
As eliminatórias ocorreram dia 14 de dezembro com um total de 51 nadadoras. 
| Colocação | Bateria | Raia | Nadadora                | Nacionalidade     | Tempo   | Notas |
| --------- | ------- | ---- | ----------------------- | ----------------- | ------- | ----- |
| 1         | 6       | 1    | Katie Meili             | Estados Unidos    | 1:03.76 | Q     |
| 2         | 6       | 4    | Alia Atkinson           | Jamaica           | 1:04.34 | Q     |
| 3         | 6       | 2    | Martina Carraro         | Itália            | 1:05.06 | Q     |
| 3         | 6       | 6    | Fanny Lecluyse          | Bélgica           | 1:05.06 | Q     |
| 5         | 4       | 2    | Shi Jinglin             | China             | 1:05.24 | Q     |
| 5         | 6       | 3    | Arianna Castiglioni     | Itália            | 1:05.24 | Q     |
| 7         | 4       | 3    | Jessica Hansen          | Austrália         | 1:05.33 | Q     |
| 8         | 4       | 4    | Jenna Laukkanen         | Finlândia         | 1:05.38 | Q     |
| 9         | 5       | 7    | Yu Jingyao              | China             | 1:05.55 | Q     |
| 10        | 5       | 6    | Kanako Watanabe         | Japão             | 1:05.62 | Q     |
| 11        | 5       | 5    | Jessica Vall            | Espanha           | 1:05.70 | Q     |
| 12        | 5       | 3    | Mariia Temnikova        | Rússia            | 1:05.82 | Q     |
| 13        | 6       | 5    | Vitalina Simonova       | Rússia            | 1:05.85 | Q     |
| 14        | 4       | 0    | Lisa Mamie              | Suíça             | 1:05.87 | Q     |
| 15        | 5       | 4    | Rūta Meilutytė          | Lituânia          | 1:06.29 | Q     |
| 16        | 5       | 2    | Runa Imai               | Japão             | 1:06.35 | Q     |
| 17        | 4       | 9    | Anna Sztankovics        | Hungria           | 1:06.42 |       |
| 18        | 6       | 7    | Jessica Steiger         | Alemanha          | 1:06.47 |       |
| 19        | 4       | 6    | Ida Hulkko              | Finlândia         | 1:06.55 |       |
| 20        | 5       | 1    | Julia Sebastián         | Argentina         | 1:06.83 |       |
| 21        | 4       | 8    | Maria Romanjuk          | Estónia           | 1:06.90 |       |
| 22        | 4       | 7    | Jenna Strauch           | Austrália         | 1:07.16 |       |
| 23        | 5       | 0    | Niamh Coyne             | Irlanda           | 1:07.19 |       |
| 24        | 5       | 8    | Cornelia Pammer         | Áustria           | 1:07.24 |       |
| 25        | 3       | 4    | Viktoriya Zeynep Güneş  | Turquia           | 1:07.39 |       |
| 26        | 3       | 2    | Sophie Angus            | Canadá            | 1:07.53 |       |
| 27        | 6       | 0    | Andrea Podmaníková      | Eslováquia        | 1:07.55 |       |
| 28        | 3       | 6    | Tatiana Chișca          | Moldávia          | 1:08.21 |       |
| 29        | 6       | 9    | Raquel Gomes Pereira    | Portugal          | 1:08.27 |       |
| 30        | 3       | 1    | Mercedes Toledo         | Venezuela         | 1:08.30 |       |
| 31        | 3       | 3    | Kan Cheuk Tung Natalie  | Hong Kong         | 1:08.52 |       |
| 32        | 6       | 8    | Lin Pei-wun             | Taipé Chinesa     | 1:09.01 |       |
| 33        | 5       | 9    | Ciara Smith             | Nova Zelândia     | 1:09.13 |       |
| 34        | 3       | 5    | Emily Visagie           | África do Sul     | 1:09.46 |       |
| 35        | 3       | 0    | Rebecca Kamau           | Quênia            | 1:09.47 |       |
| 36        | 3       | 7    | Tilka Paljk             | Zâmbia            | 1:11.22 |       |
| 37        | 2       | 4    | Matelita Buadromo       | Fiji              | 1:12.57 |       |
| 38        | 2       | 5    | Tilali Scanlan          | Samoa Americana   | 1:12.72 |       |
| 39        | 3       | 9    | Cheang Weng Lam         | Macau             | 1:13.12 |       |
| 40        | 3       | 8    | Anahi Schreuders        | Aruba             | 1:13.41 |       |
| 41        | 2       | 8    | Jang Myong-gyong        | Coreia do Norte   | 1:14.42 |       |
| 42        | 1       | 5    | Vorleak Sok             | Camboja           | 1:15.37 |       |
| 43        | 2       | 3    | Kirsten Fisher-Marsters | Ilhas Cook        | 1:16.44 |       |
| 44        | 2       | 6    | Latroya Pina            | Cabo Verde        | 1:16.83 |       |
| 45        | 1       | 4    | Nooran Ba Matraf        | Iêmen             | 1:17.08 |       |
| 46        | 1       | 3    | Darya Semyonova         | Turquemenistão    | 1:18.73 |       |
| 47        | 2       | 2    | Rehema Kalate           | Papua-Nova Guiné  | 1:21.48 |       |
| 48        | 2       | 1    | Bianca Mitchell         | Antígua e Barbuda | 1:21.87 |       |
| 49        | 2       | 7    | Lungelo Nxumalo         | Essuatíni         | 1:31.73 |       |
| 50        | 4       | 1    | Susann Bjørnsen         | Noruega           | DNS     |       |
| 50        | 4       | 5    | Molly Hannis            | Estados Unidos    | DNS     |       |

### Semifinal
A semifinal ocorreu dia 14 de dezembro. 
Semifinal 1
| Colocação | Raia | Nadadora            | Nacionalidade | Tempo   | Notas |
| --------- | ---- | ------------------- | ------------- | ------- | ----- |
| 1         | 4    | Alia Atkinson       | Jamaica       | 1:04.07 | Q     |
| 2         | 5    | Fanny Lecluyse      | Bélgica       | 1:04.82 | Q     |
| 3         | 6    | Jenna Laukkanen     | Finlândia     | 1:05.01 | Q     |
| 4         | 2    | Kanako Watanabe     | Japão         | 1:05.09 | Q     |
| 5         | 7    | Mariia Temnikova    | Rússia        | 1:05.52 |       |
| 6         | 3    | Arianna Castiglioni | Itália        | 1:05.80 |       |
| 7         | 8    | Runa Imai           | Japão         | 1:06.22 |       |
| 8         | 1    | Lisa Mamie          | Suíça         | 1:06.49 |       |

Semifinal 2
| Colocação | Raia | Nadadora          | Nacionalidade  | Tempo   | Notas |
| --------- | ---- | ----------------- | -------------- | ------- | ----- |
| 1         | 6    | Jessica Hansen    | Austrália      | 1:04.11 | Q     |
| 2         | 4    | Katie Meili       | Estados Unidos | 1:04.54 | Q     |
| 3         | 3    | Shi Jinglin       | China          | 1:04.73 | Q     |
| 4         | 5    | Martina Carraro   | Itália         | 1:04.87 | Q     |
| 5         | 2    | Yu Jingyao        | China          | 1:05.14 |       |
| 6         | 7    | Jessica Vall      | Espanha        | 1:05.27 |       |
| 7         | 1    | Vitalina Simonova | Rússia         | 1:05.54 |       |
| 8         | 8    | Rūta Meilutytė    | Lituânia       | 1:06.16 |       |

### Final
A final foi realizada em 15 de dezembro. 
| Colocação         | Raia | Nadadora        | Nacionalidade  | Tempo   | Notas |
| ----------------- | ---- | --------------- | -------------- | ------- | ----- |
| Medalha de ouro   | 4    | Alia Atkinson   | Jamaica        | 1:03.51 |       |
| Medalha de prata  | 3    | Katie Meili     | Estados Unidos | 1:03.63 |       |
| Medalha de bronze | 5    | Jessica Hansen  | Austrália      | 1:04.61 |       |
| 4                 | 7    | Martina Carraro | Itália         | 1:04.73 |       |
| 5                 | 1    | Jenna Laukkanen | Finlândia      | 1:04.96 |       |
| 6                 | 6    | Shi Jinglin     | China          | 1:05.10 |       |
| 7                 | 2    | Fanny Lecluyse  | Bélgica        | 1:05.13 |       |
| 8                 | 8    | Kanako Watanabe | Japão          | 1:05.34 |       |

Legenda
| Recorde mundial       | Recorde mundial (World record)               |                       | Recorde africano                      | Recorde africano (African) |                                           | Q | Classificado por posição (Qualified) |
| Recorde do campeonato | Recorde do campeonato (Championship record)  | Recorde da América    | Recorde da América (Americas)         | q                          | Classificado por melhor tempo (Qualified) |   |                                      |
| Melhor marca do ano   | Melhor marca do ano (World leading)          | Recorde asiático      | Recorde asiático (Asian)              | DNS                        | Não largou (Did not start)                |   |                                      |
| Recorde nacional      | Recorde nacional (National record)           | Recorde europeu       | Recorde europeu (European)            | DNF                        | Não terminou (Did not finish)             |   |                                      |
| Recorde pessoal       | Recorde pessoal do atleta (Personal best)    | Recorde da Oceania    | Recorde da Oceania (Oceania)          | DSQ / DQ                   | Desclassificado (Disqualified)            |   |                                      |
| Recorde da temporada  | Recorde da temporada do atleta (Season best) | Recorde sul-americano | Recorde sul-americano (South America) | NM                         | Sem marca (No mark)                       |   |                                      |